# Saint-Martin-de-Cenilly
Saint-Martin-de-Cenilly – miejscowość i gmina we Francji, w regionie Normandia, w departamencie Manche.
Według danych na rok 1990 gminę zamieszkiwało 207 osób, a gęstość zaludnienia wynosiła 31 osób/km² (wśród 1815 gmin Dolnej Normandii Saint-Martin-de-Cenilly plasuje się na 679. miejscu pod względem liczby ludności, natomiast pod względem powierzchni na miejscu 743.).